# Josef Moser (Politiker, 1870)
Josef Moser (* 2. April 1870 in Enzenkirchen; † 6. Juni 1952 in Linz) war ein österreichischer römisch-katholischer Geistlicher, Politiker der CS und Abgeordneter zum Bundesrat.

## Leben und Wirken
Josef Moser wurde am 2. April 1870 in der Gemeinde Enzenkirchen im Innviertel geboren. Die Volksschule und das Gymnasium besuchte er in Linz und trat nach der Matura am Staatsgymnasium im Jahre 1889 in das Augustiner-Chorherrenstift Sankt Florian ein, woraufhin er hier ein Theologiestudium begann. Die Priesterweihe erfolgte am 29. Juli 1894; danach war er Präfekt der St. Florianer Sängerknaben (bis 1900) und Kooperator in Wallern und Ansfelden. 1906 stieg er zum Diözesanpräses und Zentralpräses des Reichsbundes, kurz Bundespräses genannt, auf. Auf Wunsch von Johann Nepomuk Hauser wurde Moser 1908 Sekretär des Katholischen Volksvereines für Oberösterreich, der damals auch die Landesparteileitung der Christlichsozialen war und dessen Generalsekretär er im Jahre 1919 wurde.
Am 10. Juni 1914 wurde Moser, dessen Urverbindung die KÖStV Austria Wien war, Bandphilister der im Jahre 1900 gegründeten KÖStV Kürnberg, einer farbentragenden und nichtschlagenden Studentenverbindung und Mitglied des Österreichischen Cartellverbandes (ÖCV). Des Weiteren erhielt Moser, der den Couleurnamen Hagen trug, das Ehrenband der KÖHV Carolina Graz. Verdienste erwarb sich Moser, der als Organisationstalent galt, beim Volksverein bei der Errichtung dessen neuen Volksvereinshauses in der Harrachstraße 12 in Linz (heute (Stand: 2019) noch immer Sitz des Oberösterreichischen Bauernbunds). Einigen Veränderungen innerhalb des Vereins stand er kritisch gegenüber; so unter anderem der innerhalb des Volksvereins entstandenen Bünde, wie zum Beispiel dem bereits erwähnten Oberösterreichischen Bauernbund. Er war darauf bedacht, den Verein in seiner alten Form zu führen.
Aufgrund seiner Stellung als Generalsekretär des Volksvereines war er vom 2. Juli 1925 bis zum 14. Dezember 1933 oberösterreichisches Mitglied des österreichischen Bundesrates (II., III. und IV. Gesetzgebungsperiode). Sein Mandat legte er aufgrund des kurz zuvor gefassten Beschlusses der Österreichischen Bischofskonferenz über den Rückzug der Priester aus der Politik zurück. In weiterer Folge zog sich Moser weitestgehend aus dem öffentlichen Leben zurück; unter anderem auch, da Vorwürfe gegen ihn erhoben worden waren. Des Weiteren hatte Moser das Amt des Direktors des Österreichischen St.-Josefs-Priesterverein (Diözesan-Priester-Krankenhilfe) inne; dieser Verein bestand bis 30. Juni 2006, ehe er aufgelöst wurde. Zeitlebens wurde Moser vielfach geehrt und mit ausgezeichnet; so erhielt er bereits im Jahre 1912 den Ehrentitel Geistlicher Rat und wurde 1916 mit dem Kriegskreuz für Zivilverdienste II. Klasse ausgezeichnet. 1918 wurde er zum Konsistorialrat ernannt. Außerdem war er Träger des Silbernen und Großen Silbernen Ehrenzeichens für Verdienste um die Republik Österreich und ab 1933 Ehrenpräses des Reichsbundes.
Nachdem er 1933 das Amt des Bundespräses des Reichsbundes und 1934 das Amt des Generalsekretärs des Volksvereins niedergelegt hatte, was mitunter im Zusammenhang mit der Gründung der Katholischen Aktion stand, ging Moser 1934 in den Ruhestand und starb am 6. Juli 1952 im Alter von 82 Jahren in Linz, wo er seit seinem Ruhestand zurückgezogen gelebt hatte.

## Auszeichnungen und Ehrungen (Auswahl)
- 1912: Geistlicher Rat
- 1916: Kriegskreuz für Zivilverdienste II. Klasse
- 1918: Konsistorialrat
- 1933: Ehrenpräses des Reichsbundes
- Silbernes Ehrenzeichen für Verdienste um die Republik Österreich
- Großens Silbernes Ehrenzeichen für Verdienste um die Republik Österreich